# Embranquecimento no cinema
Embranquecimento (em inglês: whitewashing) significa substituir, especialmente na indústria cinematográfica, personagens fictícios ou históricos, de etnia estrangeira, por atores e atrizes de cor branca. Este fenômeno é recorrente principalmente nos Estados Unidos.

## História
No início do século XX, os atores brancos caricaturavam diferentes raças usando uma face preta ou amarela (técnica popularmente conhecida como blackface e yellowface), comumente exagerando os estereótipos percebidos de outras raças. Há como exemplo, o ator branco Warner Oland que interpretou o detetive chinês Charlie Chan em Charlie Chan Carries On (1931) e outros filmes subsequentes.
Neste contexto histórico, devido à falta de atores e atrizes de etnias diversificadas no cinema, esses papéis foram inclusive bem recebidos na época pelas minorias. Os filmes tornaram-se mais racialmente integrados em meados do século XX, e o blackface praticamente desapareceu da indústria cinematográfica. O filme Othello (1965) foi uma exceção, já que o ator branco Laurence Olivier foi escalado como "o mouro" e usava o blackface para dar vida ao personagem-título.
A prática do yellowface, se estendeu até a década de 1960 e temos como exemplo, Mickey Rooney, que interpretou um proprietário japonês em Breakfast at Tiffany's (1961). O professor David A. Schlossman disse sobre os personagens asiáticos em particular que, "muitos dos papéis asiáticos retratados por atores brancos também contribuíram para o panteão dos estereótipos raciais no discurso nacional dos Estados Unidos".
No início do século XXI, as minorias ainda eram sub-representadas na indústria cinematográfica em diferentes fases e embora os papéis historicamente dos atores e atrizes negros (as) sejam geralmente com atores e atrizes negros (as), as práticas de branqueamento ainda são muito aplicada a outras minorias.
Guy Aoki, ativista dos direitos civis, disse que os afro-americanos "há muito sentem o peso total do 'branqueamento' de papéis" e que os asiáticos também o experimentaram. Vale lembrar que os nativos americanos também tiveram seus líderes históricos e guerreiros retratados pelos brancos.

## Papel dos executivos
A BBC disse em 2015 que "a prática de escolher atores brancos em papéis não-brancos ainda é predominante em Hollywood - apesar da condenação e protesto generalizados". Um relatório de 2013 mostrou que 94% dos executivos de cinema eram brancos e que pessoas não brancas estavam sub-representadas como cineastas e atores. A BBC explorou duas razões para a prática do elenco: o racismo institucional e os produtores, acreditando que os conhecidos atores brancos atraem mais público e maximizam os lucros. Thomas Rothman, presidente da Sony Pictures, disse: "Eu acho que há uma certa força institucional e memória que existe por aí... Eu acho que a indústria está melhorando, mas eu certamente concordo com aqueles que dizem que não alcançamos o suficiente, rápido o suficiente".
Effery Mio, autora de "Psicologia multicultural: compreendendo nossas diversas comunidades", hipotetiza que a indústria cinematográfica, na maioria branca, contrata pessoas de origens semelhantes. Mio disse que a razão que apenas os atores mais qualificados são contratados "é o argumento que diretores e diretores de elenco fazem, mas muitas vezes os atores étnicos nos dizem que quando eles dizem que estamos apenas escolhendo o melhor ator, eles querem dizer estamos escolhendo nossos amigos, ou pessoas com as quais estamos acostumados". Craig Detweiler, professor de história do cinema na Universidade de Pepperdine, disse que há uma escassez  de estrelas afro-americanas, asiáticas e latinas. Para toda a política progressista de Hollywood, suas decisões de seleção de elenco parecem notavelmente retrógradas. Em 2010, TheWrap atribuiu a falta de diversidade racial ao racismo institucional e à falta de atores financiáveis de cor e de branqueamento em filmes como  Príncipe da Pérsia: As Areias do Tempo e The Last Airbender agravaram a questão.

## Aspecto corporativo
Ao escolher atores brancos para maximizar os lucros, David White, diretor executivo nacional do sindicato de atores SAG-AFTRA, disse que atores negros populares como Will Smith, Denzel Washington e David Oyelowo vão contra a lógica o raciocínio do elenco.  O professor assistente de telecomunicações, Andrew J. Weaver, disse: "Há uma suposição em Hollywood de que os brancos evitariam filmes com elencos majoritários negros, ou de qualquer outro tipo de raça. Você vê essa brancura de filmes - até filmes que têm personagens minoritários escritos em eles estão sendo representados  por brancos". O professor de cinema Mitchell W. Block disse que os estúdios aderiram às normas de elenco como uma questão de praticar negócios para atrair investidores e produtores. O diretor Ridley Scott disse que sem o elenco de atores famosos, seu filme épico bíblico de 2014, Êxodo: Deuses e Reis, nunca teria sido feito, dizendo: "Eu não posso montar um filme desse orçamento ... e dizer que minha liderança de ator é Mohammad fulano de tal e tal ... Eu só não vou ser financiado".  USA Today observou com filmes como Bonequinha de Luxo (1961), O preço da Coragem (2007), e Pan (2015), "Atores brancos continuam a ser uma prioridade para os papéis principais, apesar da sub-representação de pessoas de cor nos níveis de atuação, direção e produção".

## Apropriação cultural
Segundo o New York Times, os asiático-americanos representam 5,4% da população. No entanto, de acordo com um estudo da Escola de Comunicação e Jornalismo Annenberg da Universidade do Sul da Califórnia em 2016, apenas um em cada 20 papeis é para americanos da Ásia, e eles recebem apenas um por cento dos papéis principais no cinema, enquanto atores brancos representam 76,2% dos papéis principais. Escrevendo para The Student Printz, Alyssa Bass descreveu isso como "frustrante" tanto para "atores asiático-americanos sendo constantemente negligenciados quanto para o público asiático-americano se sentindo invisível".
Em 2017, o Ghost in the Shell, que é baseado no mangá Ghost in the Shell, de Masamune Shirow, provocou discussões sobre o branqueamento. Scarlett Johansson, uma atriz branca, assumiu o papel de Motoko Kusanagi, uma personagem japonesa. Isso foi visto como apropriação cultural por alguns fãs do mangá original, que esperavam que o papel fosse assumido por um ator asiático ou asiático-americano. Johansson chamou seu personagem de "sem identidade", e o porta-voz da Kodansha e Sam Yoshiba, a editora do Ghost in the Shell, disse ao The Hollywood Reporter: "Ela tem o cyberpunk. E nunca imaginamos que seria uma atriz japonesa No entanto, o roteirista Max Landis disse: "Não há nenhuma celebridade feminina asiática no nível internacional", advertindo os telespectadores por "não entender como a indústria funciona". O filme acabou falhando nas bilheterias, e foi considerado por Bass que a controvérsia do elenco contribuiu para o seu fracasso.

## Campanhas antibranqueamento
Grupos de vigilância da mídia têm procurado representações mais autênticas na tela, tendo problema com as decisões de seleção como o ator Johnny Depp, como um nativo americano em The Lone Ranger (2013). Com filmes dos Estados Unidos recebendo promoção em mais mercados globais, os grupos defendem papéis que representem a diversidade de públicos que buscam mais autenticidade. David White, da SAG-AFTRA, questionou a oposição dos grupos em colocar atores brancos em papéis não-brancos: "as leis insistem que a raça de alguém não faça parte das qualificações para um emprego", mas ele reconheceu a falta de diversidade nos papéis. O professor de direito John Tehranian disse: "é claro que não há nada de errado com o elenco cego à raça, desde que funcione nos dois sentidos. Mas na realidade nunca aconteceu; raramente se vê, por exemplo, um afro-americano, latino, ou ator asiático retratando um personagem branco".